# Бодлива зъбата хоботомуцунеста змиорка
Бодливите зъбати хоботомуцунести змиорки (Macrognathus aculeatus) са вид животни от семейство Мастакембелиди (Mastacembelidae).
Те са незастрашен вид.
Таксонът е описан за пръв път от Маркус Елиезер Блох през 1786 година.